# Horváth János Elméleti Líceum

## A kezdetek
A Horváth János Elméleti Líceum 2011 szeptemberében nyitotta meg kapuit Margitta első önálló magyar iskolájaként. Eleinte az 1-8 osztályosok egy épületben és egy másikban a 9-12. osztályosok voltak. Ezt csak úgy lehetett megoldani hogy a diákok fele délután ment iskolába míg másik fele délelőtt. Ezért 4 évvel ezelőtt megépült egy harmadik épület is így az 1-5. osztályosoknak a 6-8-os diákoknak és a 9-12-nek is lett külön épülete.
| Az iskola tanárai                 | Az iskola tanárai              | Az iskola tanárai          |
| Név                               | A tantárgy amit tanít          | Osztálya                   |
| --------------------------------- | ------------------------------ | -------------------------- |
| Nagy Gabriella                    | Kémia/Igazgató                 | -                          |
| Bondár Piroska                    | Fizika/Igazgatóhelyettes       | -                          |
| Balázsi Ema Gyöngyi               | Tanítónő/Igazgatóhelyettes     | IV.A                       |
| Coznici Gabriella                 | Tanítónő                       | Előkészitő A               |
| Fügedy Anikó                      | Tanítónő                       | III. A                     |
| Almási Judit                      | Tanítónő                       | I.A                        |
| Kis Éva-Mike Edit                 | Tanítónő                       | II.SBS                     |
| Bődi Ágnes Boglárk                | Tanítónő                       | II.SBS                     |
| Erdei Brigitta                    | Tanítónő                       | A kéci iskolába Előkészitő |
| Galambos Edina-Pop Monika         | Tanítónő                       | IV.SBS                     |
| Krisztik Kornélia-Varga Sára      | Tanítónő                       | II.A                       |
| Bődi Ágnes Boglárka – Bódis Beáta | Tanítónő                       | III.SBS                    |
| Kis Éva                           | Tanítónő                       | I.SBS                      |
| Könczey Erzsébet                  | Tanítónő                       | A kéci iskolába I          |
| Krisztik Cornélia                 | Tanítónő                       | Előkészitő SBS             |
| Kupás Ánikó                       | Tanítónő                       | A kéci iskolába IV         |
| Mike Edith Zsuzsanna              | Tanítónő                       | I.SBS                      |
| Perl Emese                        | Tanítónő                       | Előkészitő B               |
| Pop Mónika Andrea                 | Tanítónő                       | III.SBS                    |
| Rohodi Helén Gyöngyi              | Tanítónő                       | II                         |
| Selinga Tímea                     | Tanítónő                       | IV.C                       |
| Varga Kovács Sára                 | Tanítónő                       | Előkészitő SBS             |
| Zeffer Tímea                      | Tanítónő                       | III                        |
| Angyal Olivia                     | Rajz                           | -                          |
| Antal Zsolt                       | Földrajz/Történelem            | XII.B                      |
| Balla Sándor                      | Biológia                       | XI.B                       |
| Balogh Tünde                      | Könyvtáros/Magyarságtörténelem | XI.C                       |
| Barbu Edit                        | Biológia                       | VIII.A                     |
| Bende Orsolya                     | Magyar                         | VII.D                      |
| Betuker Enikő Mária               | Matematika                     | XII.A                      |
| Bordás Mária                      | Vallás                         | VII.C                      |
| Búzás Éva Aurélia                 | Angol                          | XI.C                       |
| Chiș Emilia                       | Román                          | -                          |
| Ecsedi Margaréta                  | Matematika                     | VII.B                      |
| Farkas Cecília Rebeka             | Magyar                         | XII.C                      |
| Farkas Enikő                      | Testnevelés                    | -                          |
| Florea Katalin                    | Pszichológia                   | X.B                        |
| Floroncuț Erika Gabriella         | Kémia                          | -                          |
| Futaki Renáta                     | Közgazdaságtan                 | -                          |
| Fúró Alexandra Georgia            | Angol                          | -                          |
| Gheorghiu Andrea                  | Angol                          | X.C                        |
| Horváth Éva Gizella               | Technológia                    | -                          |
| Ihuasz Susana Alexandra           | Állampolgári Nevelés           | -                          |
| Jakab Ottó Attila                 | Matematika                     | X.A                        |
| Kis Melinda Csilla                | Biológia                       | -                          |
| Kléh Ákos Szabolcs                | Testnevelés                    | -                          |
| Kovács Ferenc Róbert              | Ének-Zene                      | -                          |
| Kovács Szilvia Veronika           | Vallás                         | -                          |
| Kun Tünde                         | Magyar                         | V.B                        |
| Mezei Márta                       | Román                          | V.C                        |
| Mladin Hercuț Anca                | Román                          | -                          |
| Moisa Livia Erna                  | Informatika                    | XI.A                       |
| Moț Anca Dorina                   | Román                          | -                          |
| Nagy Anikó                        | Matematika                     | A kéci iskolába V-VII      |
| Oláh Mária                        | Vallás                         | -                          |
| Oláh Nóra                         | Földrajz/Történelem            | VI.B                       |
| Péter Nóra                        | Angol                          | VII.A                      |
| Puskás Enikő                      | Matematika                     | V.A                        |
| Puskás Miklós                     | Ének-Zene                      | -                          |
| Rend Erzsébet                     | Fizika                         | IX.A                       |
| Sech Csaba                        | Testnevelés                    | VI.A                       |
| Szabó József Botond               | Filozófia                      | -                          |
| Szabó Melinda                     | Magyar                         | IX.B                       |
| Szabó Viorica                     | Fizika/Kémia/Matek             | -                          |
| Takó Mónika                       | Román                          | VIII.B                     |
| Tóth Attila Levente               | Vallás                         | -                          |
| Varodi Ioan Gheorghe              | Testnevelés                    | -                          |
| Veteși Adina                      | Román                          | -                          |
| Zaharia Alina Voichița            | Román                          | -                          |
| Zatoschil Ballai Zsuzsa           | Történelem                     | IX.C                       |
| Zsembinszky Aliz                  | Magyar                         | A kéci iskolába VI-VIII    |

## Jelen
Az 1-5-ös diákok és a 6-8-as diákok épülete között egy üres terület található. Több próbálkozás után nemrégiben megszerezte ezt a területet az iskola. Ide egy sportpálya és egy uszoda fog épülni.Azok a diákok számára akik nyolcadik után is itt folytatnák tanulmányukat három szak áll rendelkezésükre: a filológia szak, természettudomány szak,matematika-informatika szak. Az iskola jól felszerelt: van külön Biológia, Angol, Fizika-Kémia, Informatika labor is benne. Az iskolától nem messze található egy magyar nyelvű óvoda amelyet az iskola megvásárolt, így kicsitől a nagyig minden korosztálynak tanulási lehetőséget biztosít a Horváth János Elméleti Líceum.